# Reinhard Bredow
Reinhard Bredow (ur. 6 kwietnia 1947 w Ilsenburgu) – niemiecki saneczkarz reprezentujący NRD, mistrz olimpijski, wielokrotny medalista mistrzostw świata.

## Kariera
Startował w parze z Horstem Hörnleinem i na przełomie lat 60. i 70. należeli do ścisłej światowej czołówki. Ich największymi sukcesami były złote medale igrzysk olimpijskich w Sapporo (1972, ex aequo z włoskim duetem Paul Hildgartner-Walter Plaikner) oraz mistrzostw świata w Oberhofie. Ponadto na mistrzostwach świata w Königssee (1969) był drugi, a podczas mistrzostw świata w Königssee (1970) i mistrzostw świata w Olang (1971) zajmował trzecie miejsce. Zdobył też złote medale w dwójkach na mistrzostwach Europy w Hammarstrand (1970) i mistrzostwach Europy w Königssee (1972). Brał również udział w igrzyskach olimpijskich w Grenoble w 1968 roku, gdzie zajął piąte miejsce.